# Nikujaga
El nikujaga (肉じゃが, ‘carn-patata’) és un estofat tradicional de la cuina japonesa els principals ingredients del qual són carn, patates i ceba estofades amb soia endolcida, en algunes ocasions amb ito konnyaku i verdures diverses. La carn emprada sol ser de carn de bou, finament picada en rodelles, encara que se sol emprar igualment carn de porc en l'elaboració d'aquest plat en algunes localitats de l'Est del Japó.

## Característiques
Es tracta d'un plat fonamentalment casolà que se sol preparar en els mesos freds d'hivern, se serveix per regla general en un bol d'arròs i sopa de miso. Es pot veure aquest plat a vegades en els izakaya. Se sol dir al Japó que és un dels plats de l'"àvia". Es creu que va ser elaborat per la primera vegada pels caps de cuina de l'Armada Imperial Japonesa a la fi del segle xix . Plat inspirat potser en els serveis culinaris dels "stews" servits en la Royal Navy, fet que va estudiar amb detall Tōgō Heihachirō quan es era estudiant en ciències navals a Gran Bretanya. De retorn al Japó va temptar de fer una versió japonesa de l'estofat per a ús exclusiu de l'Armada Imperial per raó de la seva valor nutritiva.